# Goldlöckchen-Szenario
Das Goldlöckchen-Szenario (englisch Goldilocks economy) beschreibt in der Welt der Wirtschaft die perfekte Mitte. Das Wachstum der Weltwirtschaft ist weder zu hoch noch zu niedrig. Es liegt leicht oberhalb des langjährigen Durchschnitts. Auch die Inflation ist gering. Die Zentralbanken können dadurch die Zinsen und somit die Kosten für Kreditaufnahmen niedrig halten.
Marktbeobachter und Fondsmanager benutzen gerne die Goldlöckchen-Metapher, um einen perfekten Markt zu beschreiben: moderates Wachstum, moderate Inflation, niedrige Zinsen. Die Metapher geht auf das im englischen Sprachraum populäre Märchen Goldlöckchen und die drei Bären des britischen Dichters Robert Southey zurück.

## Phasen von Goldlöckchen-Wirtschaft
Viele Experten beschreiben die US-Wirtschaft in den späten 1990er Jahren als Goldlöckchen-Wirtschaft. Zu dieser Zeit war die US-Wirtschaft in der Lage, ohne den damit einhergehenden Preisanstieg ein hohes Wirtschaftswachstum zu erzielen, da sich die Produktivität der US-Wirtschaft aufgrund der Entwicklung neuer Technologien, wie der Informationstechnologie (IT), verbesserte.
2017 befand sich die Weltwirtschaft wieder in einem Goldlöckchen-Szenario.